# Az Oroszországi Föderáció északi, szibériai és távolkeleti őslakos kis létszámú népei
Az Oroszországi Föderáció északi, szibériai és távolkeleti őslakos kis létszámú népei (oroszul: коренные, малочисленные народы Севера, Сибири и Дальнего Востока Российской Федерации), gyakori rövidebb alakban: északi őslakos népek (коренные народы Севера) az oroszországi népek egy olyan kisebbségi csoportját alkotják, melyet a központi törvényhozás külön nevesít. 

## Törvény szerinti meghatározásuk
A föderáció 2000. július 20-i 104. számú, többször módosított törvénye ebbe a csoportba sorolja azokat a népeket, „amelyek az északi, szibériai és távolkeleti körzetekben őseik hagyományos lakóterületein élnek, hagyományos életmódot és gazdasági tevékenységet folytatnak, lélekszámuk kevesebb mint 50 000 fő és magukat önálló etnikai közösségként határozzák meg.” Az északi őslakos népek érdekeinek védelmére, társadalmi szervezeteinek összefogására 1990-ben nonprofit szervezet alakult.  
A 2006-ban elfogadott és 2011-ben módosított hivatalos listán 40 északi őslakos kis létszámú nép neve szerepel. Az alábbi lista zárójelben feltünteti a népességi adatokat is, a 2010. évi népszámlálás szerint. A második listában ugyanezek a népnevek betűrendben szerepelnek. 

## Felsorolás nyelvcsaládok szerint

### Mandzsu-tunguz nyelvek
- Evenkik [Эвенки] (37 131)
- Evenek [Эвены] (21 830)
- Nanajok [Нанайцы] (11 671)
- Ulcsok [Ульчи] (2765)
- Udegék [Удэгейцы] (1453)
- Negidalok [Негидальцы] (522)
- Orocsok [Орочи] (596)
- Orokok [Ороки] (295) vagy: ulták

Összesen: 76 263 fő

### Finnugor nyelvek
- Hantik [Ханты] (30 943)
- Manysik [Манси] (12 269)
- Vepszék [Вепсы] (5936)
- Számik [Саамы] (1771)

Összesen: 50 919 fő

### Szamojéd nyelvek
- Nyenyecek [Ненцы] (44 640)
- Szölkupok [Селькупы] (3649)
- Nganaszanok [Нганасаны] (862)
- Encek [Энцы] (227)

Összesen: 49 378 fő

### Török nyelvek
- Sórok [Шорцы] (12 888)
- Dolganok [Долганы] (7885)
- Todzu tuvaiak ? [Тувинцы-тоджинцы] (4442)
- Telengitek [Теленгиты] (3712)
- Szojótok [Сойоты] (3608)
- Kumikok [Кумандинцы] (2900)
- Teleutok [Телеуты] (2643)
- Tubalarok [Тубалары] (1965)
- Cselkanok [Челканцы] (1181)
- Tofalarok [Тофалары] (761), másik nevük: kargaszok
- Csulimok [Чулымцы] (355)

Összesen: 42 340 fő

### Paleoszibériai nyelvek
- Csukcsok [Чукчи] (15 908)
- Korjakok [Коряки] (7953)
- Nivhek [Нивхи] (4466), másik nevük: giljákok
- Itelmenek [Ительмены] (3193)
- Eszkimók [Эскимосы] (1738)
- Jukagirok [Юкагиры] (1597)
- Ketek [Кеты] (1219)
- Csuvanok [Чуванцы] (1002)
- Aleutok [Алеуты] (482)
- Kerekek [Кереки] (4)
- Alutorok [Алюторцы] (0)

Összesen: 37 562 fő

### Szláv nyelvek
- Kamcsadalok [Камчадалы] (1927)

### Sino-tibeti nyelvcsalád
- Tazok [Тазы] (274)

## Felsorolás betűrendben
- Aleutok
- Alutorok (a hivatalos listán még szerepel, de 2010-ben gyakorlatilag megszűnt mint önálló nép)
- Cselkanok
- Csukcsok
- Csulimok
- Csuvanok
- Dolganok
- Encek
- Eszkimók
- Evenek
- Evenkik
- Hantik
- Itelmenek
- Jukagirok
- Kamcsadalok
- Kerekek
- Ketek
- Korjakok
- Kumikok
- Manysik
- Nanajok
- Negidalok
- Nganaszanok
- Nivhek, másik nevük: giljákok
- Nyenyecek
- Orocsok
- Orokok, vagy: ulták
- Sórok
- Számik
- Szojótok
- Szölkupok
- Tazok
- Telengitek vagy teleszik
- Teleutok
- Todzu tuvaiak ?
- Tofalarok, másik nevük: karagaszok
- Tubalarok
- Udegék
- Ulcsok
- Vepszék